# Istocheta leishanica
Istocheta leishanica là một loài ruồi trong họ Tachinidae.